# Tretja moška sklanjatev
V tretjo moško sklanjatev spadajo samostalniki moškega spola, ki sklonov ne izražajo z glasovnimi končnicami, npr. (visoki) c, (visokega) c. Takih primerov je malo (npr. imena črk), navadno jih sklanjamo po prvi moški sklanjatvi: (visoki) c, (visokega) c-ja.

### Primer
| Sklon \ število | Ednina        | Dvojina        | Množina        |
| --------------- | ------------- | -------------- | -------------- |
| Imenovalnik     | (visoki) c    | (visoka) c     | (visoki) c     |
| Rodilnik        | (visokega) c  | (visokih) c    | (visokih) c    |
| Dajalnik        | (visokemu) c  | (visokima) c   | (visokim) c    |
| Tožilnik        | (visoki) c    | (visoka) c     | (visoke) c     |
| Mestnik         | o (visokem) c | o (visokih) c  | o (visokih) c  |
| Orodnik         | z (visokim) c | z (visokima) c | z (visokimi) c |